# Omar Khayyam (pel·lícula)
 Omar Khayyam és una pel·lícula estatunidenca dirigida per William Dieterle, estrenada el 1957.

## Argument
Una producció que dona vida a la llegenda d'Omar Khayyam, el cèlebre geni matemàtic, astrònom i poeta persa del segle xi. Més conegut en l'actualitat com a autor del famós poema "El Rubaiyat" que parla de la naturalesa i l'ésser humà, els seus treballs en àlgebra, geometria, astronomia, metafísica i filosofia continuen tenint vigència. La seva vida és plena d'aventures. Va ser filmada a Samarcanda i Bujarà, a l'Uzbekistan. - Kamran és un nen de 12 anys en l'època actual que descobreix que és descendent directe d'Omar Khayyam, que la seva família ha conservat la seva història de generació en generació des de fa milers d'anys, i que ara serà la seva responsabilitat el conservar-la.

## Repartiment
- Cornel Wilde: Omar Khayyam
- Michael Rennie: Hasani Sabah
- Debra Paget: Sharain
- John Derek: Príncep Malik
- Raymond Massey: El Shah
- Yma Sumac: Karina
- Margaret Hayes: Reine Zarada
- Joan Taylor: Yaffa
- Sebastian Cabot: El Nizam
- Perry Lopez: Príncep Ahmud
- Morris Ankrum: Imam Nowaffak
- Abraham Sofaer: Tutush
- Edward Platt: Jayhan
- James Griffith: Buzorg
- Peter Adams: Mestre Herald